# Hypocometa mesogrammata
Hypocometa mesogrammata là một loài bướm đêm trong họ Geometridae.